# Aviation Expo China
Aviation Expo China és un esdeveniment aeroespacial biennal que se celebra a Pequín (Xina) des del 1984. A l'edició del 2017, la més recent a març del 2019, s'hi presentaren els últims avenços tècnics d'aproximadament 300 expositors provinents de 14 països i regions. El 25 de setembre del 2013, Airbus hi presentà una nova variant de l'Airbus A330-300 de menor pes i optimitzada per a rutes nacionals i regionals en mercats de fort creixement, alta densitat de població i fluxos de trànsit concentrats, particularment la Xina i l'Índia.